# Never Could Toe the Mark
Never Could Toe the Mark è il quarantasettesimo album di Waylon Jennings, l'ultimo dell'artista ad essere pubblicato dalla RCA Victor, nel luglio del 1984.

## Tracce
Lato A
1. Never Could Toe the Mark – 2:55 (Waylon Jennings)
2. Talk Good Boogie – 2:19 (Waylon Jennings)
3. People Up in Texas – 2:23 (Waylon Jennings)
4. Sparkling Brown Eyes – 2:39 (Billy Cox)
5. If She'll Leave Her Mama – 2:41 (Mack Vickery, Lamar Morris)

Lato B
1. Settin' Me Up – 2:24 (Mark Knopfler)
2. Gemini Song (When I'm Bad I'm Bad) – 2:30 (Waylon Jennings)
3. Where Would I Be (Without You) – 2:47 (Paul Kennerley)
4. Whatever Gets You Through the Night – 3:38 (Bob McDill)
5. Entertainer – 2:45 (Billy Joel)

## Musicisti
- Waylon Jennings - voce, chitarra
- Jerry Gropp - chitarra
- Gary Scruggs - chitarra
- Dan Mustoe - chitarra
- Roger Williams - chitarra
- Tony Joe White - chitarra
- Ralph Mooney - steel guitar
- Floyd Domino - pianoforte
- Jerry Bridges - basso
- J.I. Allison - batteria, percussioni
- Jessi Colter - accompagnamento vocale
- Debbie Smith - accompagnamento vocale
- Kaye Milete - accompagnamento vocale
- Crystal Milete - accompagnamento vocale
- Angela Milete - accompagnamento vocale